# 顾牛范
顾牛范（1937年—），男，上海人，中国精神卫生医学家，曾任上海市精神卫生中心院长、上海市精神卫生研究所所长。